# 粉刺锦鸡儿
粉刺锦鸡儿（学名：Caragana pruinosa）为豆科锦鸡儿属下的一个种。

## 扩展阅读
- 維基物種上的相關：粉刺锦鸡儿